# Élections législatives italiennes de 1886
Les élections législatives italiennes de 1886 (en italien : Elezioni politiche italiane del 1886) ont eu lieu du 23 mai 1886 au 30 mai 1886.

## Partis et chefs de file
| Parti | Parti                     | Idéologie                        | Chef de file        |
| ----- | ------------------------- | -------------------------------- | ------------------- |
|       | Gauche historique         | Libéralisme, Centrisme           | Agostino Depretis   |
|       | Droite historique         | Conservatisme, Monarchisme       | Silvio Spaventa     |
|       | Extrême gauche historique | Radicalisme, Républicanisme      | Felice Cavallotti   |
|       | Dissident de gauche       | Progressisme, Social-libéralisme | Giuseppe Zanardelli |

## Résultats
| Parti                  | Parti                     | Voix      | %     | Sièges | +/-        |
| ---------------------- | ------------------------- | --------- | ----- | ------ | ---------- |
|                        | Gauche historique         | 804 187   | 57,5  | 292    | 3          |
|                        | Droite historique         | 399 295   | 27,9  | 145    | 2          |
|                        | Extrême gauche historique | 123 958   | 8,9   | 45     | 1          |
|                        | Dissident de gauche       | 71 632    | 5,1   | 26     | 7          |
| Votes invalides/blancs | Votes invalides/blancs    | 16 729    |       |        |            |
| Total                  | Total                     | 1 415 801 | 100,0 | 508    | stagnation |
| Inscrits/participation | Inscrits/participation    | 2 420 327 | 58,50 |        |            |